# Romeo Crennel
Romeo Crennel (n. 18 de junio de 1947; Lynchburg, Virginia, Estados Unidos) es el coordinador defensivo y entrenador en jefe asistente de los Houston Texans de la National Football League, puesto que ocupa desde 2014. Crennel fue entrenador de los Cleveland Browns por 4 temporadas y de los Kansas City Chiefs por 2 temporadas. Además, ganó tres veces el Super Bowl en cuatro temporadas como coordinador defensivo de los Patriotas de Nueva Inglaterra. Ha participado en seis ediciones del Super Bowl, ganando cinco de ellos.

## Carrera como jugador
Crennel jugó béisbol y fútbol americano en la preparatorias de Fort Knox (Kentucky) y Central (Virginia) antes de comprometerse a jugar fútbol americano en la Universidad de Western Kentucky. Aunque fue titular por cuatro años como liniero defensivo, en su último año el cuerpo de entrenadores le pidió que se convirtiera en liniero ofensivo. Fue nombrado jugador más valioso (MVP) después del cambio pero no fue elegido en el Draft y nunca jugó para algún equipo de la NFL.

## Carrera como entrenador

### Universitario
Crennel empezó su carrera como entrenador de línea defensiva de la Universidad de Western Kentucky (1970-1974). Después se convirtió en el entrenadar asistente del coordinador defensivo (Bill Parcells) y del entrenador en jefe (Steve Sloan) en Texas Tech por tres temporadas (1975-1977). Crennel terminó su carrera como entrenador colegial con dos temporadas como entrenador de alas defensivas en la Universidad de Misisipi (1978-1979) y una temporada como entrenador de línea defensiva en Georgia Tech (1980).

### National Football League

#### Entrenador Asistente
Después de pasar dos temporadas como asistente con los New York Giants, Crennel se convirtió en el entrenador de equipos especiales durante siete años (1983-1989) y el entrenador de la línea defensiva por tres años (1990-1992). En 1983 se reunió con Bill Parcells.
Cuando Parcells dejó de ser entrenador en jefe de los Gigantes después del Super Bowl XXV, Crennel permaneció con el equipo por dos años. Abandonó los Gigantes después de la temporada de 1992 y trabajo como entrenador de línea defensiva de los New England Patriots por cuatro temporadas (1993-1996) y de los New York Jets por tres temporadas (1997-1999) durante este tiempo Parcells fue el entrenador en jefe en cada equipo.
Crennel fue contratado como coordinador defensivo de los Cleveland Browns (2000) antes de llenar la vacante en el mismo puesto con los New England Patriots por cuatro temporadas (2001-2004).

#### Entrenador en Jefe
Antes de comenzar los playoffs del año 2004 con los Patriots, Crennel se entrevistó para la posición de entrenador en jefe con cinco equipos en 36 horas (New York Giants, Buffalo Bills, Arizona Cardinals, Chicago Bears y Atlanta Falcons.) aunque ninguno le ofreció un contrato.

##### Cleveland Browns
Crennel tuvo record de 6-10 y 4-12 en su primeras temporadas con los Browns, terminando último en la AFC Norte y perdiéndose los playoffs los dos años. Los Browns terminaron la temporada 2007 con marca de 10-6, quedándose apenas fuera de los playoffs. El éxito obtenido por Crennel en el 2007 ha llevado al gerente general de los Browns a buscar una extensión en el contrato como entrenador en jefe. El 29 de diciembre de 2008 debido a una Mala campaña la cual acabó con marca de 4-12, Crennel es despedido como entrenador en jefe de los Browns.

##### Kansas City Chiefs
Seguido del despido de Todd Haley en 2011 luego de 13 juegos como entrenador en jefe, Crennel es nombrado el Entrenador en jefe Interino por los siguientes 3 partidos. Crennel ganó su primer juego como entrenador de los Jefes el 18 de diciembre de 2011 en contra de los Green Bay Packers que hasta ese momento estaban invictos. Crennel terminó su periodo como entrenador en jefe interino con marca de 2-1. El 9 de enero de 2012 Crennel es nombrado Entrenador en Jefe Permanente de Los Jefes.

##### Record como entrenador en jefe
| Equipo           | Temporada        | Temporada regular | Temporada regular | Temporada regular | Temporada regular | Temporada regular   | Playoffs | Playoffs | Playoffs | Playoffs  |
| Equipo           | Temporada        | PG                | PP                | PE                | % PG              | Lugar               | PG       | PP       | % PG     | Resultado |
| ---------------- | ---------------- | ----------------- | ----------------- | ----------------- | ----------------- | ------------------- | -------- | -------- | -------- | --------- |
| CLE              | 2005             | 6                 | 10                | 0                 | .375              | 4.º en la AFC Norte | -        | -        | -        | -         |
| CLE              | 2006             | 4                 | 12                | 0                 | .250              | 4.º en la AFC Norte | -        | -        | -        | -         |
| CLE              | 2007             | 10                | 6                 | 0                 | .625              | 2.º en la AFC Norte | -        | -        | -        | -         |
| CLE              | 2008             | 4                 | 12                | 0                 | .250              | 4.º en la AFC Norte | -        | -        | -        | -         |
| Total con Browns | Total con Browns | 24                | 40                | 0                 | .375              |                     | -        | -        | -        |           |
| KC               | 2011             | 2                 | 1                 | 0                 | .667              | 4.º en la AFC Oeste | -        | -        | -        | -         |
| KC               | 2012             | 2                 | 13                | 0                 | .133              | 4.º en la AFC Oeste | -        | -        | -        | -         |
| Total con Chiefs | Total con Chiefs | 4                 | 14                | 0                 | .222              |                     | -        | -        | -        |           |
| Total            | Total            | 28                | 54                | 0                 | .341              |                     | -        | -        | -        |           |